# Гучево (планина)
Гучево је планина која се налази северно од Борање и у простору који Дрина полулучно затвара са запада и северозапада. Највиша тачка се налази на 779m надморске висине и зове се Црни врх и спада у ред нижих Ваљевско-подрињских планина. 
Пружа се правцем северозапад-југоисток у дужини од око 10 километара. Југоисточни део се зове Кулиште и састављен је од палеозојских шкриљаца, преко којих су наталожени тријасни кречњаци са наслагама антимона. Северозападни део се састоји од пешчара и конгломерата преко којих леже кретацејски кречњаци све до темена. То теме је валовито и због кречњачке подлоге скрашћено. Бројни потоци отичу са Гучева према реци Јадар и Дрини рашчлањујући његове стране, посебно дринске, које су стрме и разривене дубоким јамама. Са северне и северозападне стране стране оно је такође засечено уздужним раседом због чега су и оне стрме. На њему избијају термо- минерални извори бање Ковиљаче. Црни врх као највиша тачка планине, налази се на њеном северозападном завршетку, изнад Ковиљаче и недалеко од Лознице. Сам врх је без извора и потока јер је састављено од кречњака. Иако кречњачког састава оно је обрасло густом буковом шумом која затвара видик. 
У непосредној близини Црног врха подигнут је споменик и костурница српским и аустроугарским ратницима изгинулим на овом простору 1914. године у Првом светском рату. Недалеко до споменика, на северној страни и на висини од 550 метара, саграђен је планинарски дом и туристичко-угоститељски објекат, који је уједно и највећи планинарски дом у Србији. Недалеко до њега на висини до 500 метара, на једној заравни подигнут је ауто-камп са рестораном и камп-кућицама. Од споменика па до планинарског дома и све до ауто-кампа уређене су шеталишне стазе.

## Галерија
- Спомен-костурница на Гучеву
- Планинарски дом
- Гучевски вајати
- Поглед на Лозницу